# Stanislav Stroumiline
Stanislav Goustavovitch Stroumiline (29 janvier 1877 - 25 janvier 1974) est un économiste russe. Il est diplômé en 1914 de l'Institut Polytechnique de Petrograd où il acquiert une solide formation statistique. Il milite jusqu'en 1917 comme « activiste socialiste ».

## Pionnier de la Planification d'État
Après la Révolution d'Octobre, Il joue un rôle prépondérant dans la planification soviétique : Conception du Modèle, Développement des Plans quinquennaux, calcul du revenu national. Il est également connu pour avoir contribué à la mesure de la productivité du travail (Index de Stroumiline) et à l'analyse des investissements (coefficients destinés à déterminer la « norme »).
Professeur d'économie à l'université d'État de Moscou, il devient en 1931 membre de l'Académie des Sciences Soviétique.

## Travaux
- 1905 : Richesse et Travail
- 1925 : Problèmes d'Économie du Travail
- 1928 : Essai sur l'Économie Soviétique
- 1944 : La Révolution industrielle en Russie
- 1946 : Le Facteur Temps dans les Projets d'investissement en Capital (publié en 1951 dans la Revue de l'International Economic Association.
- 1954 : Histoire de l'Industrie métallurgique en URSS